# Újpanád
Újpanád, 1910-ig Újpanát (románul: Horia, 1948-ig Pănatul Nou, németül: Neupanat) falu Romániában, Arad megyében.

## Fekvése
Aradtól 10 km-re északkeletre fekszik.

## Nevének eredete
Neve Kiss Lajos szerint személynévi eredetű. Forrása szerinte vagy egy *Pana személynév -d képzős alakja, vagy a pányva szóhoz kötődő személynév lehetett. Először 1315-ben Panad, majd 1495-ben Panath, 1561-ben Paanád néven említették. Az 1786-os telepítéskor Puszta Panat néven szerepel, első pecsétjén, 1788-ban neve Neo Panath, 1808-ban pedig először fordul elő Új-Panád-ként. Román nevét Horeáról kapta.

## Története
Először 1315-ben szerepel, amikor Károly Róbert visszaadta Debreceni Dózsa nádornak a Kán László által elfoglalt birtokát. 1333-ban egyházas hely volt, 1486–1506-ban az Országh család sződi váruradalmának tartozéka. 1561-ben még lakott helyként írták össze, de a század második felében elnéptelenedett. A 18. század elején pusztaként szerepelt. 1786–87-ben a kamara 150 házba telepítette római katolikus sváb családokkal, akik főként Lotaringiából és Mainz vidékéről érkeztek. Minden telepes család 13 hold szántót, hat hold rétet és fél hold belsőséget kapott. Melléjük később Glogovácról érkeztek új beköltözők, harminc panádi sváb család viszont 1843-ban részt vett Fakert benépesítésében. A kamarától 1800-ban Gyulay Ignác vásárolta meg, akinek családja a 20. századig határának fő birtokosa maradt. 1923-ban a földreform helyi sváb gazdákat juttatott földhöz. A svábok kivándorlása 1944 szeptemberében kezdődött, amikor a front elől kétszázan menekültek Nyugatra. Nyomukban az ún. családegyesítések már 1950-ben megindultak. 1944 őszén négy-ötszáz román telepest juttattak földhöz a faluban, az 1960-as években pedig a Neudorf falurészben 130 új házat építettek, román beköltözők számára. A főként Németországba kivándorolt svábok 1985-ben hozták létre szövetségüket, és az ezredfordulóig néhány idős emberen kívül minden német anyanyelvű lakosa elhagyta. Egykori gyakoribb családnevei: Plei, Reingruber, Plennert, Beller, Köhler, Rieger, Leptich, Schmalz, Kraemer, Reis, Wolf. Temploma 1819 és 1825 között, Loyolai Szent Ignác tiszteletére épült.
Az 1848-at követő jobbágyfelszabadításkor a kladovai románok a falutól északkeletre, Arad és Világos között félúton jutottak a világosi Bohus-uradalom tagjai közé ékelt szántóföldekhez. Az ún. „két kocsma” melléképületei, ahol a parasztok a nyári munkák idején megszálltak, az év túlnyomó részében a környék betyárainak szolgáltak búvóhelyül.
1880-ban 2086 lakosából 1882 volt német, 102 cigány, 56 román és 38 magyar anyanyelvű; 2007 római katolikus és 54 ortodox vallású.
2002-ben 2278 lakosából 2174 volt román, 44 német, 33 magyar és 20 szlovák nemzetiségű; 1952 ortodox, 161 pünkösdista, 113 római katolikus és 29 baptista vallású.

## Híres emberek
- Itt született 1951-ben Werner Söllner költő.

## Külső hivatkozások
- A falu római katolikus anyakönyvei
- A falu lapja a www.virtualarad.net portálon (románul)
- Az újonnan telepített falu térképe 1786–87-ből